# Nudo seduto (Modigliani 1916)
Nudo seduto è un dipinto a olio su tela (92x60 cm) realizzato nel 1916 dal pittore italiano Amedeo Modigliani.
È conservato nella Courtauld Gallery di Londra.
Sebbene non se ne abbia certezza, la modella per il quadro potrebbe essere Beatrice Hastings, che all'epoca era la compagna di Modigliani.